# سال فيش
سال فيش (بالإنجليزية: Sal Fish)‏ هو مهندس أمريكي، ولد في 2 مايو 1939م.